# Tarok
I Tarok sono un gruppo etnico della Nigeria, localizzato prevalentemente nella zona sudorientale dello stato di Plateau, con alcune comunità che vivono anche nei vicini stati di Bauchi, Nassarawa e Taraba. Parlano la lingua tarok, appartenente al ramo platoide delle lingue Benue-Congo.

## Origine
L'antropologo Nankap Elias Lamle, basandosi essenzialmente su prove linguistiche, ha sostenuto che all'inizio del XX secolo persone provenienti da altri gruppi etnici come Tal, Ngas, Jukun, Tel e Yiwom migrarono e si stabilirono nella zona dell'altopiano di Jos insieme ai clan iniziali Timwat e Funyallang. Questi ultimi concessero loro la terra per stabilirsi in quello che è l'attuale Tarokland (terra dei Tarok). Molti dei gruppi citati parlavano lingue appartenenti alla famiglia delle lingue ciadiche, ma passarono in seguito alle lingue Benue-Congo, famiglia a cui appartiene la lingua tarok. Quello che viene chiamato il popolo Tarok è quindi in realtà una miscela di molti gruppi etno-linguistici diversi.